# Selección de hockey sobre hielo de Italia

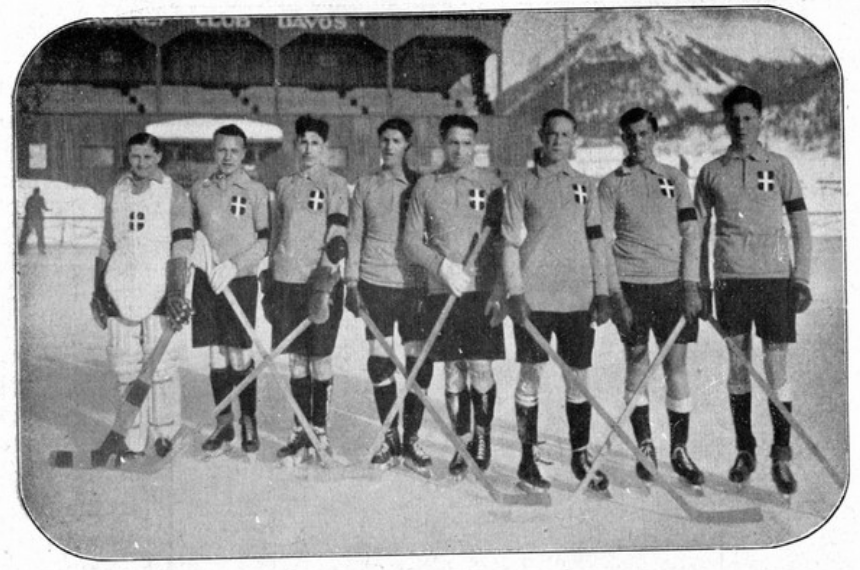
Selección italiana en el Campeonato Europeo de 1926.

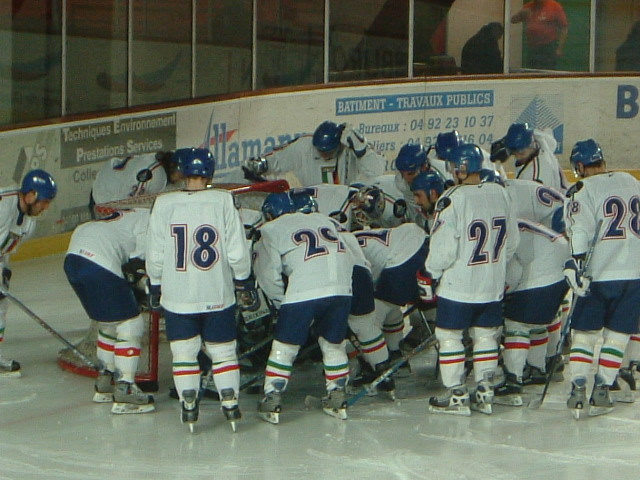
Los Azules durante el Euro Ice Hockey Challenge de 2003.

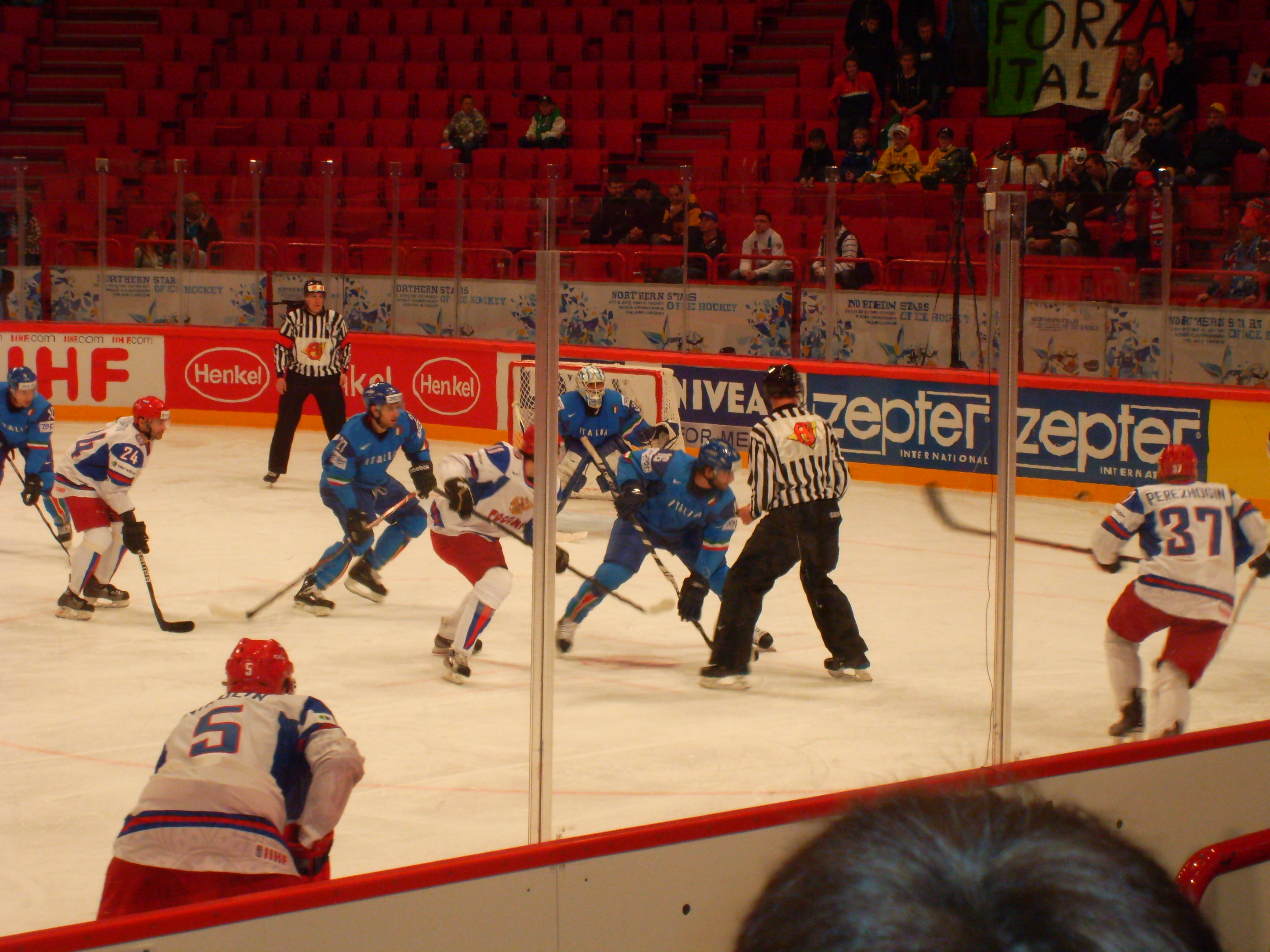
Partido entre Italia vs Rusia en 2012.

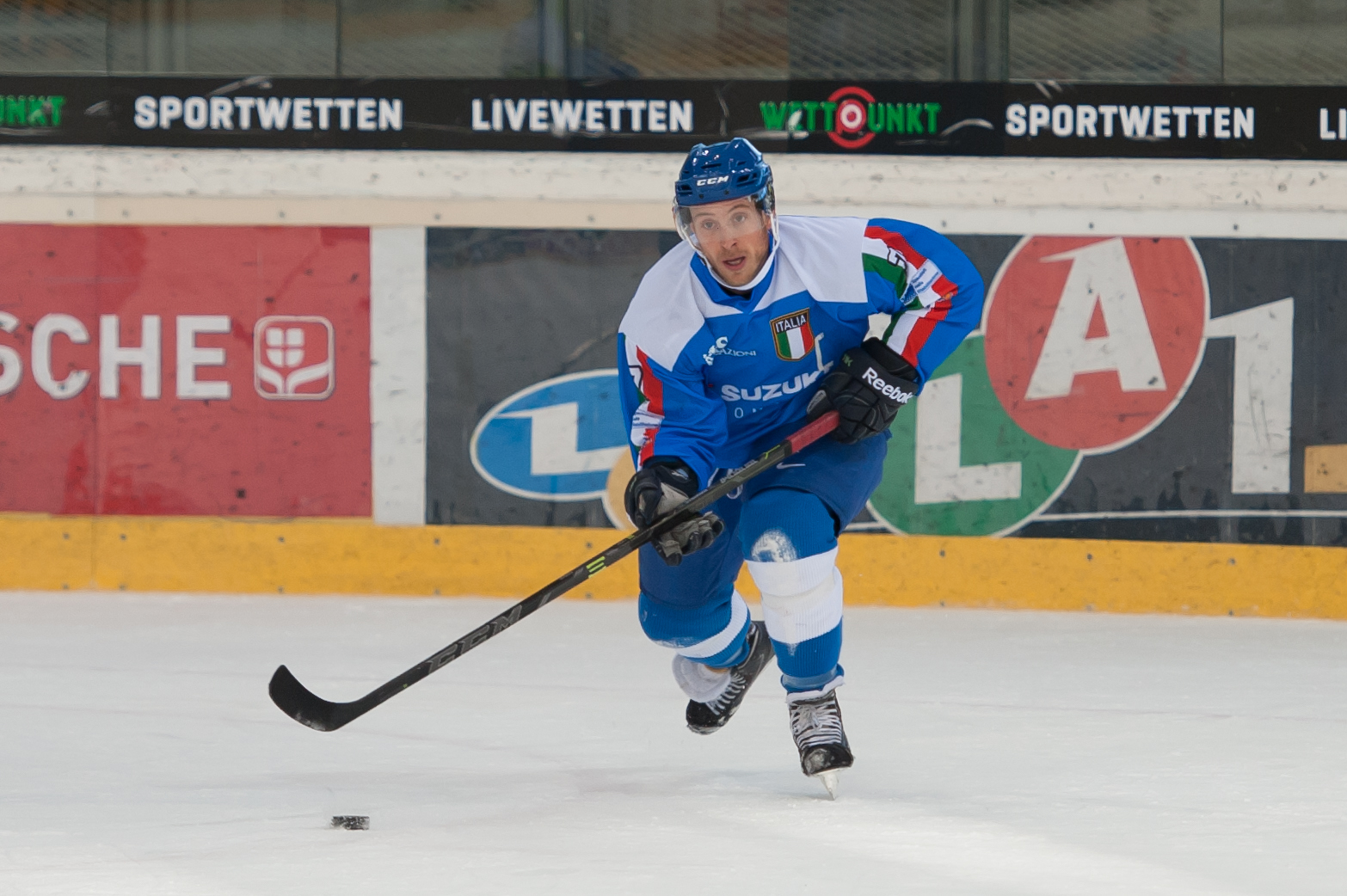
Christian Borgatello en 2015.

La Selección de hockey sobre hielo de Italia es la representación nacional de Italia en Hockey sobre hielo, es controlada por la Federación Italiana de Deportes de Hielo y es miembro de la Federación Internacional de Hockey sobre Hielo.

## Participaciones

### Juegos Olímpicos
| Edición                        | Posición   |
| ------------------------------ | ---------- |
| Garmisch-Partenkirchen 1936    | 9.º lugar  |
| St. Moritz 1948                | 8.º lugar  |
| Cortina d'Ampezzo 1956         | 7.º lugar  |
| Innsbruck 1964                 | 15.º lugar |
| Sarajevo 1984                  | 9.º lugar  |
| Albertville 1992               | 12.º lugar |
| Lillehammer 1994               | 9.º lugar  |
| Nagano 1998                    | 12.º lugar |
| Turin 2006                     | 11.º lugar |
| Milan y Cortina d'Ampezzo 2026 | TBC        |

### Campeonato Mundial
| Edición                             | Ronda                                 | Posición |
| ----------------------------------- | ------------------------------------- | -------- |
| / Chamonix/Vienna/Berlin 1930       | Primera Ronda                         | 10.º     |
| Praga 1933                          | Ronda de consolación                  | 11.º     |
| Milán 1934                          | Ronda de consolación                  | 9.º      |
| Davos 1935                          | Ronda de consolación                  | 7.º      |
| Zürich/Basel 1939                   | Ronda de consolación                  | 9.º      |
| París 1951                          | 1.º Grupo B                           | 8.º      |
| Lieja 1952                          | 3.º Grupo B                           | 12.º     |
| Zürich/Basel 1953                   | 1.º Grupo B                           | 4.º      |
| Krefeld/Dortmund/Cologne 1955       | 1.º Grupo B                           | 10.º     |
| Praga/Bratislava/Brno/Ostrava 1959  | Ronda de consolación                  | 8.º      |
| Geneva/Lausanne 1961                | 4.º Grupo B                           | 12.º     |
| Jesenice 1966                       | 1.º Grupo C                           | 17.º     |
| Viena 1967                          | 5.º Grupo B                           | 13.º     |
| Ljubljana 1969                      | 8.º Grupo B                           | 14.º     |
| Galaţi 1970                         | 2.º Grupo C                           | 16.º     |
| Berna/Ginebra 1971                  | 8.º Grupo B                           | 14.º     |
| Miercurea-Ciuc 1972                 | 2.º Grupo C                           | 15.º     |
| Graz 1973                           | 8.º Grupo B                           | 14.º     |
| Grenoble/Gap/Lyon 1974              | 2.º Grupo C                           | 16.º     |
| Sapporo 1975                        | 7.º Grupo B                           | 13.º     |
| Aarau/Bienne 1976                   | 7.º Grupo B                           | 15.º     |
| Copenhagen/Hørsholm 1977            | 1.º Grupo C                           | 18.º     |
| Belgrado 1978                       | 7.º Grupo B                           | 15.º     |
| Barcelona 1979                      | 2.º Grupo C                           | 20.º     |
| Urtijëi 1981                        | 1.º Grupo B                           | 9.º      |
| Helsinki/Tampere 1982               | Primera Ronda                         | 7th      |
| Düsseldorf/Dortmund/Munich 1983     | Ronda de consolación                  | 8.º      |
| Fribourg 1985                       | 3.º Grupo B                           | 11.º     |
| Eindhoven 1986                      | 2.º Grupo B                           | 9.º      |
| Canazei 1987                        | 6.º Grupo B                           | 14.º     |
| Oslo/Lillehammer 1989               | 2.º Grupo B                           | 10.º     |
| Lyon/Megève 1990                    | 2.º Grupo B                           | 10.º     |
| Ljubljana/Bled/Jesenice 1991        | 1.º Grupo B                           | 9.º      |
| Prague/Bratislava 1992              | Primera Ronda                         | 9.º      |
| Munich/Dortmund 1993                | Cuartos de final                      | 8.º      |
| Bolzano/Canazei/Milan 1994          | Cuartos de final                      | 6.º      |
| Estocolmo 1995                      | Cuartos de final                      | 7.º      |
| Viena 1996                          | Cuartos de final                      | 7.º      |
| Helsinki/Tampere/Turku 1997         | Ronda de consolación                  | 8.º      |
| Zürich/Basel 1998                   | Ronda de consolación                  | 10.º     |
| Oslo/Hamar/Lillehammer 1999         | Primera ronda                         | 13.º     |
| San Petersburgo 2000                | Segunda ronda                         | 12.º     |
| Nuremberg/Cologne/Hanover 2001      | Segunda ronda                         | 12.º     |
| Gothenburg/Karlstad/Jönköping 2002  | Ronda de consolación                  | 15.º     |
| Zagreb 2003                         | 4.º en Division I, Grupo B            | 23.º     |
| Gdańsk 2004                         | 2.º en Division I, Grupo B            | 19.º     |
| Eindhoven 2005                      | 1.º en Division I, Grupo B            | 18.º     |
| Riga 2006                           | Ronda de descenso                     | 14.º     |
| Moscú 2007                          | Ronda clasificatoria                  | 12.º     |
| Halifax/Quebec 2008                 | Ronda de descenso                     | 16.º     |
| Toruń 2009                          | 1st in Division I, Group B            | 18th     |
| Cologne/Mannheim/Gelsenkirchen 2010 | Ronda de descenso                     | 15.º     |
| Budapest 2011                       | 1.º en Division I, Grupo A            | 18.º     |
| / Helsinki/Estocolmo 2012           | Ronda preliminar                      | 15.º     |
| Budapest 2013                       | 2.º en Division I, Grupo A            | 18.º     |
| Minsk 2014                          | Ronda preliminar                      | 15.º     |
| Cracovia 2015                       | 5.º en Division I, Grupo A            | 21.º     |
| Katowice 2016                       | 2.º en Division I, Grupo A            | 18.º     |
| / Colonia/París 2017                | Ronda preliminar                      | 16.º     |
| 2018 Budapest                       | 2nd in Division I, Group A            | 18th     |
| Bratislava/Košice 2019              | Ronda preliminar                      | 14.º     |
| Zürich/Lausanne 2020                | Cancelada por la pandemia de COVID-19 | –        |
| Riga 2021                           | Ronda preliminar                      | 16.º     |
| Helsinki/Tampere 2022               | Descendido                            | 15.º     |
| Nottingham 2023                     | 3.º en Division I, Grupo A            | 19.º     |
| Bolzano 2024                        | TBD                                   |          |

### Campeonato Europeo
| Edición                             | J            | G            | E            | P            | GF           | GC           | Ronda                | Posición     |
| ----------------------------------- | ------------ | ------------ | ------------ | ------------ | ------------ | ------------ | -------------------- | ------------ |
| 1910–1923                           | No participó | No participó | No participó | No participó | No participó | No participó | No participó         | No participó |
| Milán 1924                          | 2            | 0            | 0            | 2            | 0            | 16           | Fase de grupos       | 6.º          |
| Štrbské Pleso, Starý Smokvovec 1925 | No participó | No participó | No participó | No participó | No participó | No participó | No participó         | No participó |
| Davos 1926                          | 4            | 0            | 1            | 3            | 4            | 26           | Ronda de consolación | 8.º          |
| Viena 1927                          | No participó | No participó | No participó | No participó | No participó | No participó | No participó         | No participó |
| Budapest 1929                       | 4            | 2            | 0            | 2            | 5            | 6            | Semifinales          | 4.º          |
| Berlín 1932                         | No participó | No participó | No participó | No participó | No participó | No participó | No participó         | No participó |

## Récord ante otras selecciones
Actualizado a mayo de 2023.
| País                 | J   | G   | E  | P   | GF    | GC    | GD   |
| -------------------- | --- | --- | -- | --- | ----- | ----- | ---- |
| Australia            | 2   | 2   | 0  | 0   | 25    | 4     | +21  |
| Austria              | 97  | 39  | 12 | 46  | 277   | 298   | -21  |
| Bielorrusia          | 6   | 1   | 0  | 5   | 10    | 22    | -12  |
| Bélgica              | 8   | 7   | 0  | 1   | 74    | 15    | +59  |
| Bulgaria             | 10  | 9   | 0  | 1   | 55    | 22    | +33  |
| Canadá               | 37  | 3   | 2  | 32  | 62    | 217   | -155 |
| China                | 13  | 11  | 1  | 1   | 73    | 26    | +47  |
| Croacia              | 5   | 5   | 0  | 0   | 24    | 1     | +23  |
| República Checa      | 9   | 0   | 0  | 9   | 11    | 64    | -53  |
| Checoslovaquia       | 6   | 0   | 0  | 6   | 5     | 52    | -47  |
| Dinamarca            | 30  | 13  | 3  | 14  | 118   | 96    | +22  |
| Alemania Democrática | 22  | 7   | 4  | 11  | 75    | 121   | -46  |
| Estonia              | 3   | 2   | 0  | 1   | 10    | 4     | −6   |
| Finlandia            | 25  | 4   | 2  | 19  | 51    | 116   | −65  |
| Francia              | 90  | 49  | 6  | 35  | 308   | 251   | +57  |
| Alemania             | 59  | 17  | 9  | 33  | 157   | 230   | -73  |
| Reino Unido          | 19  | 11  | 2  | 6   | 93    | 61    | +32  |
| Hungría              | 43  | 21  | 6  | 16  | 149   | 129   | +20  |
| Japón                | 34  | 22  | 2  | 10  | 128   | 89    | +39  |
| Kazajistán           | 25  | 7   | 1  | 17  | 47    | 71    | -24  |
| Letonia              | 19  | 4   | 1  | 14  | 30    | 71    | -41  |
| Lituania             | 3   | 3   | 0  | 0   | 15    | 5     | +10  |
| Países Bajos         | 32  | 25  | 4  | 3   | 155   | 68    | +87  |
| Corea del Norte      | 1   | 1   | 0  | 0   | 11    | 2     | +9   |
| Noruega              | 46  | 17  | 3  | 26  | 132   | 167   | -35  |
| Polonia              | 56  | 21  | 4  | 31  | 139   | 184   | -45  |
| Bohemia y Moravia    | 1   | 0   | 0  | 1   | 0     | 5     | −5   |
| Rumania              | 26  | 12  | 3  | 11  | 108   | 89    | +19  |
| Rusia                | 15  | 0   | 2  | 13  | 17    | 84    | −67  |
| Serbia               | 1   | 1   | 0  | 0   | 8     | 0     | +8   |
| Serbia y Montenegro  | 1   | 1   | 0  | 0   | 13    | 0     | +13  |
| Eslovaquia           | 18  | 3   | 1  | 14  | 42    | 77    | -35  |
| Eslovenia            | 54  | 22  | 6  | 26  | 121   | 139   | -18  |
| Sudáfrica            | 2   | 2   | 0  | 0   | 35    | 2     | +33  |
| Corea del Sur        | 11  | 10  | 0  | 1   | 60    | 15    | +45  |
| Unión Soviética      | 5   | 0   | 0  | 5   | 8     | 63    | -55  |
| España               | 4   | 3   | 1  | 0   | 26    | 2     | +24  |
| Suecia               | 24  | 0   | 3  | 21  | 31    | 166   | −135 |
| Suiza                | 67  | 16  | 5  | 46  | 168   | 306   | -138 |
| Ucrania              | 11  | 7   | 0  | 4   | 33    | 24    | +9   |
| Estados Unidos       | 20  | 3   | 0  | 17  | 38    | 130   | −92  |
| Yugoslavia           | 34  | 19  | 3  | 12  | 149   | 135   | +14  |
| Total                | 994 | 400 | 85 | 509 | 3 091 | 3 623 | -532 |

## Evolución del Uniforme

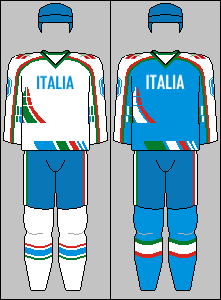
Lillehammer 1994
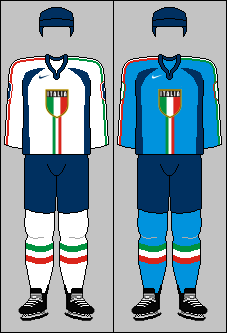
1998-2002
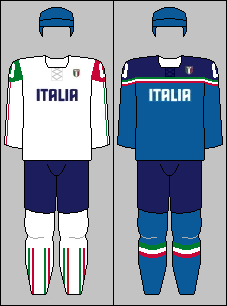
2015–2019
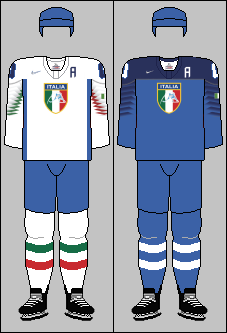
2019–